# Пачентро
Пачентро (итал. Pacentro) — коммуна в Италии, располагается в регионе Абруццо, в провинции Л’Акуила.
Население составляет 1269 человек (2008 г.), плотность населения составляет 18 чел./км². Занимает площадь 72 км². Почтовый индекс — 67030. Телефонный код — 0864.
Покровителями коммуны почитаются Пресвятая Богородица (Madonna della Misericordia) и святой апостол и евангелист Марк, празднование 25 апреля.

## Демография
Динамика населения:

## Администрация коммуны
- Официальный сайт: